# Janka

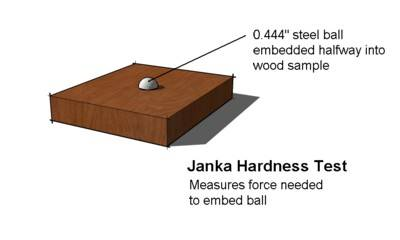
Janka

Se denomina Janka a la escala utilizada para medir la dureza de las maderas. Es la medida de la fuerza necesaria para incrustar una pelota de 0,444 pulgadas de acero a la mitad de su diámetro dentro de la madera. Es el estándar utilizado en la industria para comparar diferentes maderas y su resistencia al uso cotidiano, como en el caso de los pisos y demás materiales de construcción.
Este método, que deja una huella en la madera ensayada, fue desarrollado por un dendrólogo austriaco, Gabriel Janka (1864-1932), al inicio del siglo XX. Las muestras originales en que hizo sus pruebas se conservan en la xiloteca del museo de investigación forestal de Viena.